# 偽牛痘
偽牛痘（ぎぎゅうとう、英:pseudocowpox）とは偽牛痘ウイルス感染を原因とするウシ、ヒトの感染症。仮性牛痘とも呼ばれる。偽牛痘ウイルスはポックスウイルス科パラポックスウイルス属に属するDNAウイルス。ウシでは丘疹、水疱、膿疱を形成するが、ヒトでは水疱、膿疱の形成が明瞭ではない。病変部にB型封入体が認められる。感染後の免疫は弱く、繰り返し感染が起こり得る。